# منسفیلد، نیوجرسی
منسفیلد (به انگلیسی: Mansfield Township) شهری در ایالت نیوجرسی کشور ایالات متحده آمریکا است که جمعیت آن در سرشماری سال ۲۰۱۰ میلادی، ۸٬۵۴۴ نفر بوده‌است.

## نگارخانه

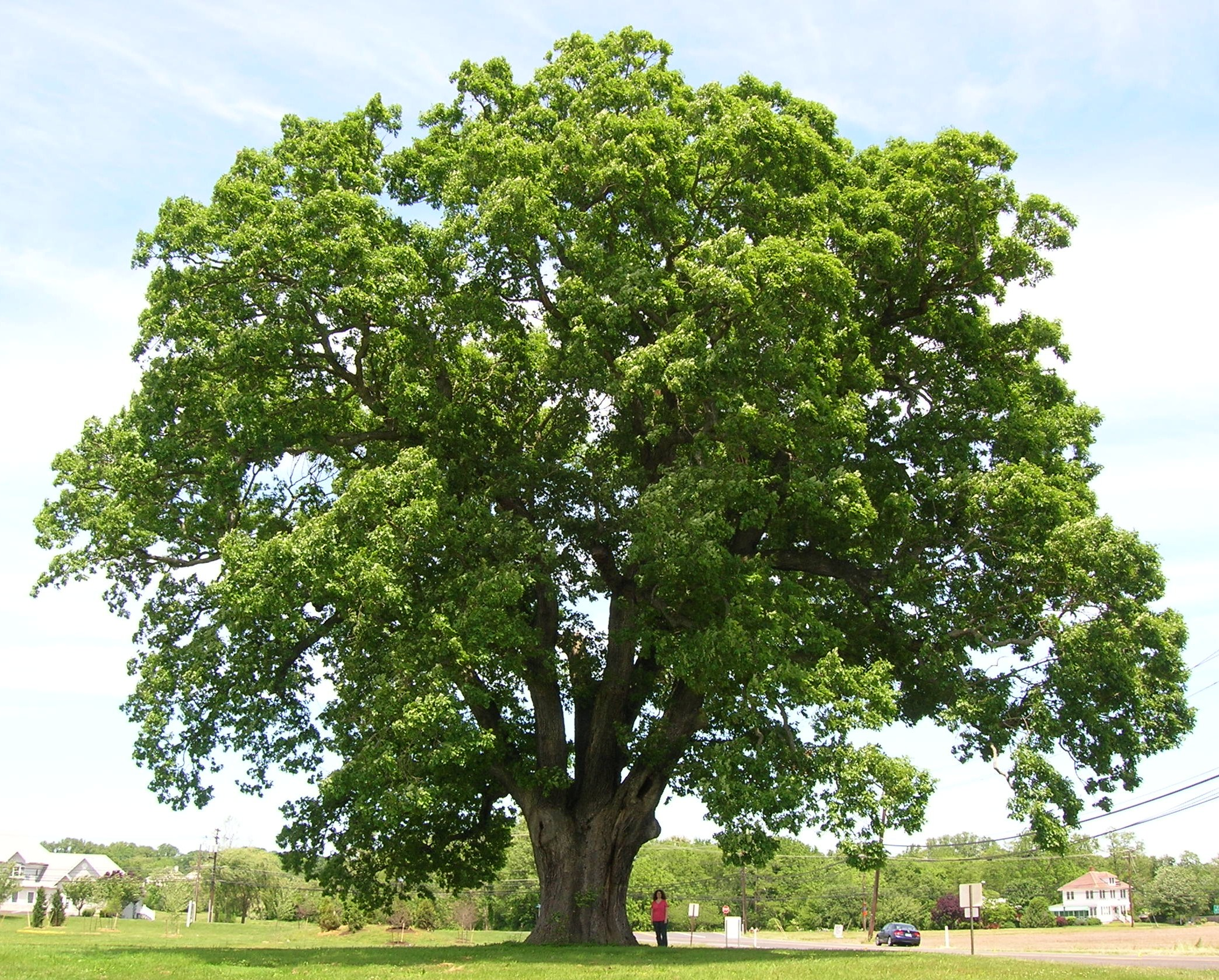
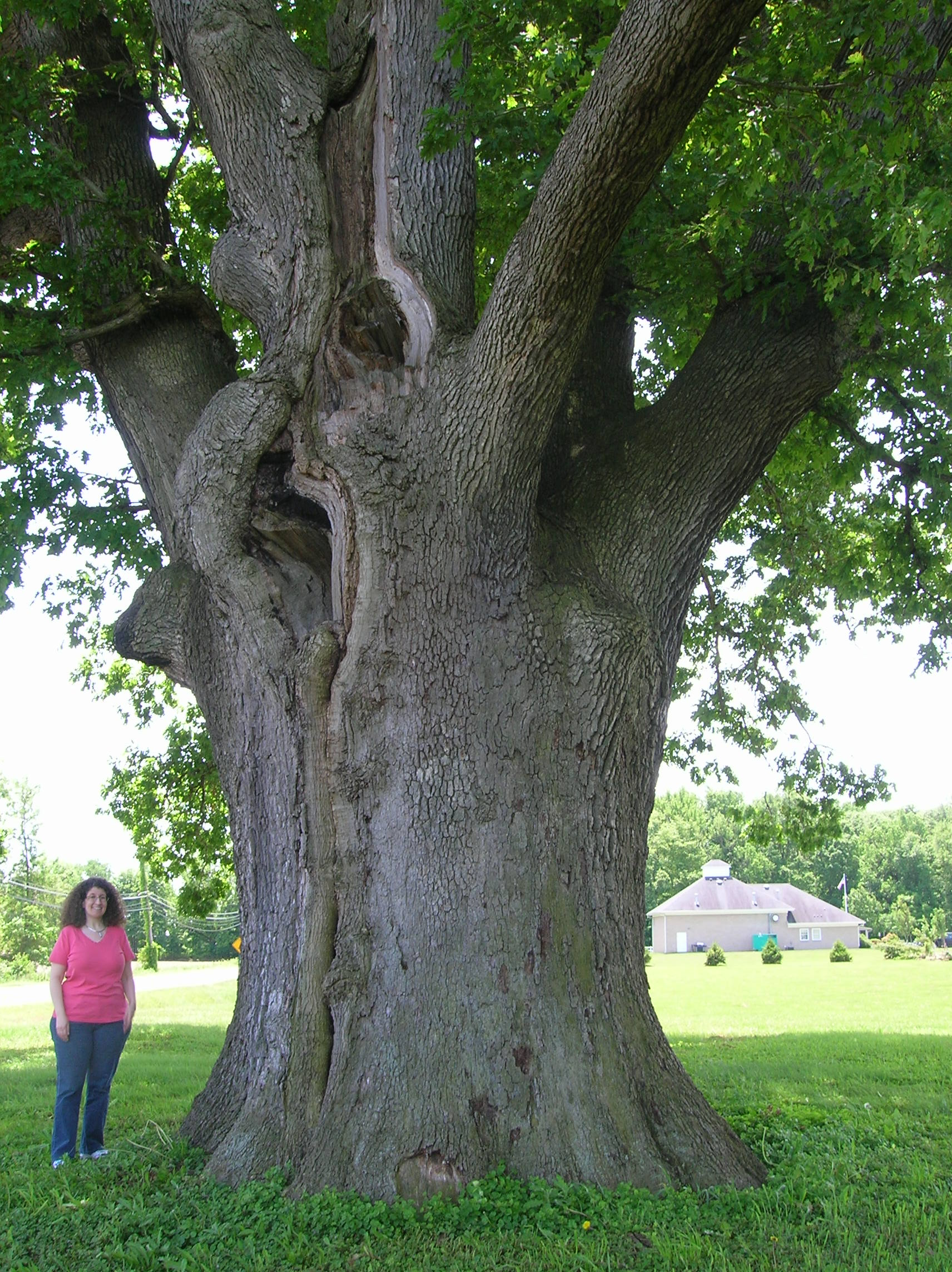
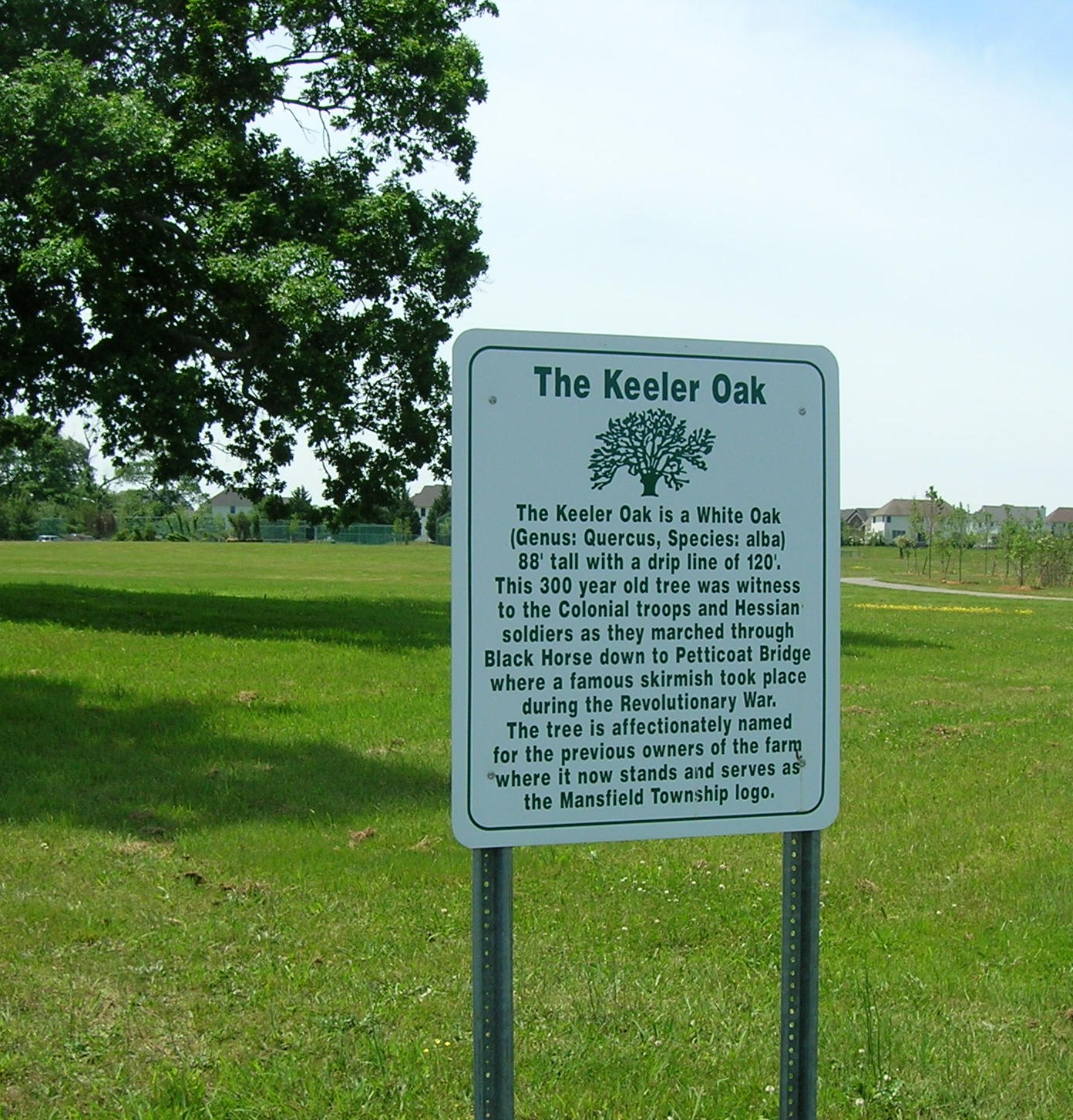